# Spring Hope
Spring Hope és una població dels Estats Units a l'estat de Carolina del Nord. Segons el cens del 2000 tenia 1.261 habitants.

## Demografia
Segons el cens del 2000, Spring Hope tenia 1.261 habitants, 544 habitatges i 338 famílies. La densitat de població era de 347,8 habitants per km².
Dels 544 habitatges en un 24,6% hi vivien nens de menys de 18 anys, en un 43,9% hi vivien parelles casades, en un 14,9% dones solteres, i en un 37,7% no eren unitats familiars. En el 34,6% dels habitatges hi vivien persones soles el 18,2% de les quals corresponia a persones de 65 anys o més que vivien soles. El nombre mitjà de persones vivint en cada habitatge era de 2,32 i el nombre mitjà de persones que vivien en cada família era de 2,96.
Per edats la població es repartia de la següent manera: un 22,6% tenia menys de 18 anys, un 8,1% entre 18 i 24, un 28,1% entre 25 i 44, un 21,3% de 45 a 60 i un 20% 65 anys o més.
L'edat mediana era de 39 anys. Per cada 100 dones de 18 o més anys hi havia 78,1 homes.
La renda mediana per habitatge era de 30.469 $ i la renda mediana per família de 36.953 $. Els homes tenien una renda mediana de 28.611 $ mentre que les dones 22.981 $. La renda per capita de la població era de 15.352 $. Entorn del 13,1% de les famílies i el 18,6% de la població estaven per davall del llindar de pobresa.

## Poblacions més properes
El següent diagrama mostra les poblacions més properes.